# Lista de membros da Royal Society eleitos em 1966
Esta é uma lista de Membros da Royal Society eleitos em 1966.

## Fellows
1. Sir Alan Battersby
2. Thomas Brooke Benjamin[4]
3. Kenneth George Budden
4. Robert Ernest Davies
5. Sir Richard Doll[5]
6. Sir Samuel Edwards
7. John Samuel Forrest[6]
8. Francis Charles Fraser[7]
9. Harry Harris
10. Donald Olding Hebb[8]
11. Sir William Kenneth Hutchison
12. Alick Isaacs[9]
13. Basil Kassanis
14. Ralph Kekwick
15. Sir Percy Edward Kent[10]
16. Desmond King-Hele
17. Sir Francis Gerald William Knowles
18. Georg Kreisel
19. Sir Cyril Edward Lucas
20. James Dwyer McGee
21. Sir James Menter
22. Arthur Mourant[11]
23. Egon Pearson[12]
24. Donald Hill Perkins
25. Mary Pickford
26. Heinz Otto Schild
27. Herbert Muggleton Stanley
28. Bruce Stocker
29. John Sutton[13]
30. Michael Szwarc[14]
31. David Whiffen[15]
32. Sir Frederick William George White

## Foreign Members
1. Jean Brachet[16]
2. Haldan Hartline[17]
3. Louis Eugène Félix Néel[18]
4. André Weil[19]

## Statute 12 Fellow
1. Louis Mountbatten, 1.º Conde Mountbatten da Birmânia[20]